# Những người tôi từng yêu
《Những người tôi từng yêu》 (tên tiếng Anh: Life After Death), tên trước là 《Sau thảm họa》 và 《Gửi đến người từng yêu》. Là một bộ phim truyền hình hiện đại Hong Kong được sản xuất bởi đài truyền hình TVB. Bộ phim có sự tham gia của các diễn viên chính Lâm Văn Long, Huỳnh Thuý Như, Mã Quán Đông và Liên Thi Nhã, các diễn viên phụ Trần Tự Dao, Huỳnh Gia Lạc, Lý Nhậm Sân, Cố Định Hiên, Hàn Mã Lợi và Tô Hạo Nhi, khách mời diễn xuất Dương Trác Na và Trạch Uy Liêm. Biên thẩm Bành Mỹ Phượng, giám chế Quan Thụ Minh, Quan Văn Thâm.
Bộ phim này là 1 trong 19 bộ phim được giới thiệu ở Lễ ra mắt phim TVB 2019 và 1 trong 12 bộ phim trong Lễ ra mắt phim TVB 2020.

## Diễn viên

### Nhà họ Thái/ Khương
| Diễn viên                   | Vai diễn         | Ghi chú |
| --------------------------- | ---------------- | --- |
| Hàn Mã Lợi                  | Thẩm Ngọc Tinh   | Sống ở Canada, cùng con trai về Hong Kong thăm người thân Mẹ của Thái Mẫn Huệ Bà ngoại của Khương Tử Ưu Mẹ vợ của Khương Dục Thành Xuất hiện vào tập 3 |
|                             |                  | Sống ở Canada Chồng của Thẩm Ngọc Tinh Cha của Thái Mẫn Huệ Cha vợ của Khương Dục Thành Ông ngoại của Khương Tử Ưu |
| Hà Y Đình (thanh niên)      | Thái Mẫn Huệ     | Mavis Sinh ngày 06/03/1975 Con gái đã mất của Thẩm Ngọc Tinh Vợ đã mất của Khương Dục Thành, cùng là bạn học trung học Mẹ đã mất của Khương Tử Ưu Mất trong vụ tai nạn xe vào bảy năm trước (Diễn xuất đặc biệt) |
| Dương Trác Na               | Thái Mẫn Huệ     | Mavis Sinh ngày 06/03/1975 Con gái đã mất của Thẩm Ngọc Tinh Vợ đã mất của Khương Dục Thành, cùng là bạn học trung học Mẹ đã mất của Khương Tử Ưu Mất trong vụ tai nạn xe vào bảy năm trước (Diễn xuất đặc biệt) |
| Trần Tuấn Kiên (thanh niên) | Khương Dục Thành | A Thành, sư phụ Khương, lão Khương, anh Thành, chú Thành Ông chủ hội quyền/ Huấn luyện viên/ Cựu võ sĩ Chồng của Thái Mẫn Huệ, cùng là bạn học trung học Cha của Khương Tử Ưu Con rễ của Thẩm Ngọc Tinh Bạn tốt của Cổ Hi Thần, bảy năm trước đã được người này quan tâm giúp đỡ Có tình cảm với Phương Lạc Vấn, tập 19 trở thành bạn trai của cô ấy Xem Hội quyền Nhiệt Hỏa PASSION |
| Lâm Văn Long                | Khương Dục Thành | A Thành, sư phụ Khương, lão Khương, anh Thành, chú Thành Ông chủ hội quyền/ Huấn luyện viên/ Cựu võ sĩ Chồng của Thái Mẫn Huệ, cùng là bạn học trung học Cha của Khương Tử Ưu Con rễ của Thẩm Ngọc Tinh Bạn tốt của Cổ Hi Thần, bảy năm trước đã được người này quan tâm giúp đỡ Có tình cảm với Phương Lạc Vấn, tập 19 trở thành bạn trai của cô ấy Xem Hội quyền Nhiệt Hỏa PASSION |
| Tô Hạo Nhi                  | Khương Tử Ưu     | Tử Ưu, Yoyo, thầy Tử Ưu (Chu Gia Bỉnh gọi), Tử Ưu BB (fans gọi) Con gái của Khương Dục Thành, Thái Mẫn Huệ Cháu ngoại của Thẩm Ngọc Tinh Bạn tốt kiêm đối tượng thầm mến của Chu Gia Bỉnh Yêu thầm Mạc Vũ Khiêm Xem Hội quyền Nhiệt Hỏa PASSION |
|                             |                  | Sống ở Canada, cùng Thẩm Ngọc Tinh về Hong Kong thăm người thân Con trai của Thẩm Ngọc Tinh Anh của Thái Mẫn Huệ Anh vợ của Khương Dục Thành Cậu của Khương Tử Ưu |

### Nhà họ Phương
| Diễn viên                    | Vai diễn           | Ghi chú |
| ---------------------------- | ------------------ | --- |
| Ngô Thụy Đình                | Phương Thiệu Trung | Phó hiệu trưởng, đam mê Văn học, Toán học, Khoa học, biết đàn Piano Coi trọng thành tích học tập, thiên vị Phương Thư Văn, mặc kệ Phương Lạc Vấn nổi loạn Chồng của Điền Thục Bình Cha đã mất của Phương Lạc Vấn, Phương Thư Văn Cha vợ đã mất của Chu Hãn Huy, Cổ Hi Thần Ông ngoại kế đã mất của Chu Gia Bỉnh Ông ngoại đã mất của Chu Hạnh Nhi Ông thông gia đã mất của Trần Ngọc Lan, Âu Lệ Hinh 18 năm trước khi mất, để lại nhà cho Phương Thư Văn, trước khi mất nhờ Phương Lạc Vấn chăm sóc Phương Thư Văn |
| Trương Vi Di                 | Điền Thục Bình     | Vợ đã mất của Phương Thiệu Trung Mẹ đã mất của Phương Lạc Vấn, Phương Thư Văn Mẹ vợ đã mất của Chu Hãn Huy, Cổ Hi Thần Bà ngoại kế đã mất của Chu Gia Bỉnh Bà ngoại của Chu Hạnh Nhi Bà thông gia của Trần Ngọc Lan, Âu Lệ Hinh Lúc sinh Phương Thư Văn vì khó sinh mà qua đời, trở thành nguyên nhân Phương Lạc Vấn ghét em gái lúc ban đầu |
| Huỳnh Khả Doanh (thơ ấu)     | Phương Lạc Vấn     | Laura, Lạc Vấn Trưởng nữ của Phương Thiệu Trung, Điền Thục Bình Chị của Phương Thư Văn, vì trải qua quá khứ không vui mà quan hệ xa cách, sau vì hiến gan cho em gái mà làm lành Xem Nhà họ Chu, Hội quyền Nhiệt Hỏa PASSION |
| Trần Uyển Trừng (thiếu niên) | Phương Lạc Vấn     | Laura, Lạc Vấn Trưởng nữ của Phương Thiệu Trung, Điền Thục Bình Chị của Phương Thư Văn, vì trải qua quá khứ không vui mà quan hệ xa cách, sau vì hiến gan cho em gái mà làm lành Xem Nhà họ Chu, Hội quyền Nhiệt Hỏa PASSION |
| Huỳnh Thúy Như               | Phương Lạc Vấn     | Laura, Lạc Vấn Trưởng nữ của Phương Thiệu Trung, Điền Thục Bình Chị của Phương Thư Văn, vì trải qua quá khứ không vui mà quan hệ xa cách, sau vì hiến gan cho em gái mà làm lành Xem Nhà họ Chu, Hội quyền Nhiệt Hỏa PASSION |
| Lâm Tĩnh Văn (thơ ấu)        | Phương Thư Văn     | Sherman, Thư Văn, dì Thư Văn (Chu Hạnh Nhi gọi), Baby (Tiền Lợi Viện gọi), bà Cổ Học giỏi, được Phương Thiệu Trung chiều chuộng, từng được ông ấy phụ đạo bài tập và cùng tập đàn piano Con gái út của Phương Thiệu Trung, Điền Thục Bình Em gái của Phương Lạc Vấn, vì trải qua quá khứ không vui mà quan hệ xa cách, sau vì chuyện hiến gan mà làm lành Lúc trước đề cử Phương Lạc Vấn cho Tiền Lợi Viện vào nghề bảo hiểm, cho rằng tính cách thích hợp Em vợ của Chu Hãn Huy Dì của Chu Hạnh Nhi Dì kế của Chu Gia Bỉnh Cháu thông gia của Trần Ngọc Lan Em thông gia của Chu Cường, Chu Linh Bạn học cũ kiêm chị em tốt của Tiền Lợi Viện, cùng nhau trưởng thành Có tuyến tình cảm với Cổ Hi Thần, là đối tượng thầm mến của anh ấy, tập 11 trở thành bạn gái, tập 13 trở thành vợ Tình địch của Thôi Mẫn Tư Xem Trung tâm chữa bệnh Dật Kiện, Nhà họ Cổ |
| Huỳnh Khải Nghi (thiếu niên) | Phương Thư Văn     | Sherman, Thư Văn, dì Thư Văn (Chu Hạnh Nhi gọi), Baby (Tiền Lợi Viện gọi), bà Cổ Học giỏi, được Phương Thiệu Trung chiều chuộng, từng được ông ấy phụ đạo bài tập và cùng tập đàn piano Con gái út của Phương Thiệu Trung, Điền Thục Bình Em gái của Phương Lạc Vấn, vì trải qua quá khứ không vui mà quan hệ xa cách, sau vì chuyện hiến gan mà làm lành Lúc trước đề cử Phương Lạc Vấn cho Tiền Lợi Viện vào nghề bảo hiểm, cho rằng tính cách thích hợp Em vợ của Chu Hãn Huy Dì của Chu Hạnh Nhi Dì kế của Chu Gia Bỉnh Cháu thông gia của Trần Ngọc Lan Em thông gia của Chu Cường, Chu Linh Bạn học cũ kiêm chị em tốt của Tiền Lợi Viện, cùng nhau trưởng thành Có tuyến tình cảm với Cổ Hi Thần, là đối tượng thầm mến của anh ấy, tập 11 trở thành bạn gái, tập 13 trở thành vợ Tình địch của Thôi Mẫn Tư Xem Trung tâm chữa bệnh Dật Kiện, Nhà họ Cổ |
| Liên Thi Nhã                 | Phương Thư Văn     | Sherman, Thư Văn, dì Thư Văn (Chu Hạnh Nhi gọi), Baby (Tiền Lợi Viện gọi), bà Cổ Học giỏi, được Phương Thiệu Trung chiều chuộng, từng được ông ấy phụ đạo bài tập và cùng tập đàn piano Con gái út của Phương Thiệu Trung, Điền Thục Bình Em gái của Phương Lạc Vấn, vì trải qua quá khứ không vui mà quan hệ xa cách, sau vì chuyện hiến gan mà làm lành Lúc trước đề cử Phương Lạc Vấn cho Tiền Lợi Viện vào nghề bảo hiểm, cho rằng tính cách thích hợp Em vợ của Chu Hãn Huy Dì của Chu Hạnh Nhi Dì kế của Chu Gia Bỉnh Cháu thông gia của Trần Ngọc Lan Em thông gia của Chu Cường, Chu Linh Bạn học cũ kiêm chị em tốt của Tiền Lợi Viện, cùng nhau trưởng thành Có tuyến tình cảm với Cổ Hi Thần, là đối tượng thầm mến của anh ấy, tập 11 trở thành bạn gái, tập 13 trở thành vợ Tình địch của Thôi Mẫn Tư Xem Trung tâm chữa bệnh Dật Kiện, Nhà họ Cổ |
| Mã Quán Đông                 | Cổ Hi Thần         | Hi Thần, A Thần Thầm mến Phương Thư Văn, tập 11 thành bạn trai, tập 13 trở thành chồng Chồng của Phương Thư Văn Con rễ út của Phương Thiệu Trung Chú của Chu Hạnh Nhi Chú kế của Chu Gia Bỉnh Em thông gia của Chu Cường, Chu Linh Xem Nhà họ Cổ, Trung tâm chữa bệnh Dật Kiện |

### Nhà họ Chu
| Diễn viên      | Vai diễn         | Ghi chú |
| -------------- | ---------------- | --- |
| Phùng Tố Ba    | Trần Ngọc Lan    | Từng muốn ủ rượu mận và dạy Phương Lạc Vấn làm Phụ nữ truyền thống Trung Quốc, người mẹ Mẹ của Chu Hãn Huy, Chu Cường, Chu Linh Mệ chồng của Phương Lạc Vấn, thương nhau như mẹ con ruột Bà nội của Chu Hạnh Nhi, Chu Gia Bỉnh Bà thông gia của Phương Thiệu Trung Dì thông gia của Phương Thư Văn Tập 3, mừng sinh nhật Chu Hạnh Nhi, ngày hôm sau qua đời lúc ngủ trưa Tập 5, tổ chức lễ truy điệu                                                                               |
| Trạch Uy Liêm  | Chu Hãn Huy      | A Huy Con trai đã mất của Trần Ngọc Lan Chồng đã mất của Phương Lạc Vấn Cha đã mất của Chu Gia Bỉnh, Chu Hạnh Nhi Anh rễ đã mất của Phương Thư Văn, từng cùng phát sinh quan hệ Mất trong vụ tai nạn xe ở Ưu Cảnh Lí Đại Bộ ngày 21 tháng 12 năm 2012 (Diễn xuất đặc biệt) |
|                | Đoàn Tuyết Quỳnh | Người Thượng Hải Cùng chồng thứ hai tới Thượng Hải làm nhà hàng Vợ cũ của Chu Hãn Huy Mẹ của Chu Gia Bỉnh, bất hòa Con dâu cũ của Trần Ngọc Lan Chị dâu trước của Chu Cường, Chu Linh Có cùng Phương Lạc Vấn, Chu Gia Bỉnh liên lạc điện thoại (Tập 7 diễn xuất âm thanh) |
| Huỳnh Thúy Như | Phương Lạc Vấn   | Laura, chị Laura, Lạc Vấn, Má mi Hạnh Nhi Đại lý bảo hiểm tập đoàn bảo hiểm Minh Nặc/ Mẹ đơn thân Vợ thứ hai của Chu Hãn Huy Chị dâu của Chu Cường, Chu Linh, bất hòa Mẹ của Chu Hạnh Nhi Mẹ kế của Chu Gia Bỉnh Con dâu của Trần Ngọc Lan, tình cảm như mẹ con ruột Bạn tốt của Tiền Lợi Viện Có tình cảm với Khương Dục Thành, tập 19 trở thành bạn gái của anh ấy Có tuyến tình cảm với Cung Gia Hào Xem Nhà họ Phương, Hội quyền Nhiệt Hỏa PASSION, Tập đoàn bảo hiểm Minh Nặc |
| Lư Vĩ Văn      | Chu Cường        | Con trai thứ của Trần Ngọc Lan Em trai của Chu Hãn Huy Anh của Chu Linh Em chồng của Phương Lạc Vấn, bất hòa Chú của Chu Gia Bỉnh, bất hòa, tập 5 đả thương cậu ấy Chú của Chu Hạnh Nhi Cháu thông gia của Phương Thiệu Trung Anh thông gia của Phương Thư Văn, Cổ Hi Thần Ra mắt ở tập 4 |
| Ngô Bội Như    | Chu Linh         | A Linh Vợ của Tỉnh Tổ Đường Mẹ của Tỉnh Trí Quân Con gái út của Trần Ngọc Lan Con gái bất hiếu Em gái của Chu Hãn Huy, Chu Cường Đã kết hôn, cùng chồng có một con trai Em chồng của Phương Lạc Vấn, bất hòa Cô của Chu Gia Bỉnh Thông gia của Phương Thiệu Trung Ra mắt ở tập 4 |
| Cố Định Hiên   | Chu Gia Bỉnh     | |
| Trịnh Hữu Nam  | Tỉnh Trí Quân    | Con trai của Tỉnh Trí Quân, Chu Linh Cháu ngoại của Trần Ngọc Lan Cháu trai của Chu Hãn Huy, Phương Lạc Vấn, Chu Cường Em trai họ của Chu Gia Bỉnh Cháu thông gia của Phương Thiệu Trung, Phương Thư Văn, Cổ Hi Thần Ra mắt ở tập 5 |
| Huỳnh Chỉ Tình | Chu Hạnh Nhi     | |

### Nhà họ Cung
| Diễn viên     | Vai diễn         | Ghi chú                                                                          |
| ------------- | ---------------- | -------------------------------------------------------------------------------- |
| Huỳnh Gia Lạc | Cung Gia Hào     | Phú nhị đại Anh của Cung Thiên Thiên Có tình cảm với Phương Lạc Vấn              |
| Vương Trác Kỳ | Cung Thiên Thiên | Thiên Thiên Phú nhị đại Em gái của Cung Gia Hào Có tình cảm với Phương Bân Quyền |

### Nhà họ Cổ
| Diễn viên                    | Vai diễn       | Ghi chú |
| ---------------------------- | -------------- | --- |
| Trình Khả Vi                 | Âu Lệ Hinh     | Chị Hinh Nội trợ Mẹ của Cổ Hi Thần Mẹ chồng của Phương Thư Văn Chủ nhà của Khương Dục Thành |
| Mã Quán Đông                 | Cổ Hi Thần     | Anh Thần Bác sĩ khoa phổ thông Con trai của Âu Lệ Hinh Thầm mến Phương Thư Văn, sau thành chồng của cô ấy Em rễ của Phương Lạc Vấn Chú của Chu Hạnh Nhi Chú kế của Chu Gia Bỉnh Có tuyến tình cảm với Tiền Lợi Viện Mắc hội chứng Asperger Xem Trung chữa bệnh Dật Kiện |
| Lâm Tĩnh Văn (Thơ ấu)        | Phương Thư Văn | Đối tượng Thầm mến của Cổ Hi Thần, sau thành vợ của anh ấy Con dâu của Âu Lệ Hinh Xem Nhà họ Phương, Trung tâm chữa bệnh Dật Kiện |
| Huỳnh Khải Nghi (thiếu niên) | Phương Thư Văn | Đối tượng Thầm mến của Cổ Hi Thần, sau thành vợ của anh ấy Con dâu của Âu Lệ Hinh Xem Nhà họ Phương, Trung tâm chữa bệnh Dật Kiện |
| Liên Thi Nhã                 | Phương Thư Văn | Đối tượng Thầm mến của Cổ Hi Thần, sau thành vợ của anh ấy Con dâu của Âu Lệ Hinh Xem Nhà họ Phương, Trung tâm chữa bệnh Dật Kiện |

### Hội quyền Nhiệt Hỏa PASSION
| Diễn viên        | Vai diễn          | Ghi chú |
| ---------------- | ----------------- | --- |
| Lâm Văn Long     | Khương Dục Thành  | Sư phụ Khương, lão Khương Ông chủ của hội quyền Thái/ huấn luyện viên Xem Nhà họ Khương                            |
| Tô Hạo Nhi       | Khương Tử Ưu      | Xem Nhà họ Khương                                                                                                  |
| Lý Nhậm Sân      | Mạc Vũ Khiêm      | Chuyên gia máy tính Học sinh hội quyền Đối tượng thầm mến của Khương Tử Ưu Bạn tốt kiêm tình địch của Chu Gia Bỉnh |
| Mạnh Hi Lân      | Phạm Văn Kĩ       | Kĩ Kĩ Võ sĩ quyền Anh                                                                                              |
| Ôn Dụ Hồng       | Khâu Hải Yến      | Người hợp tác/ Một trong các cổ đông Vợ của Triệu Thế Kiệt Mẹ của Triệu Triển Phong                                |
| Tiển Hạo Anh     | Triệu Thế Kiệt    | Chồng của Khâu Hải Yến Cha của Triệu Triển Phong                                                                   |
| Lý Nhật Thăng    | Triệu Triển Phong | A Phong Con trai của Triệu Thế Kiệt, Khâu Hải Yến                                                                  |
| Lưu Thiên Long   |                   | |
| Trần Chí Kiện    | A Uy              | |
| Khâu Tình        |                   | Học viên |
| Trần Tĩnh Nghiêu |                   | Học viên |
| Huỳnh Khải Kỳ    |                   | Học viên |

### Trung tâm chữa bệnh Dật Kiện SUPERLATIVE
| Diễn viên       | Vai diễn        | Ghi chú |
| --------------- | --------------- | --- |
| Chung Chí Quang | Lý Thiên Hằng   | Lão đại Giám đốc điều hành y tế Bác sĩ khoa thần kinh |
| Mã Quán Đông    | Cổ Hi Thần      | Bác sĩ Cổ Bác sĩ khoa phổ thông Từng ở trung tâm chữa bệnh Dật Kiện khu Thổ Qua Loan công tác bốn năm 53 ngày, sau ở tập 1 vì phòng khám kia ngừng kinh doanh bị điều đi phòng khám này Từng thực tập ở bệnh viên Gia Hộ Xem Nhà họ Cổ |
| Liên Thi Nhã    | Phương Thư Văn  | Bác sĩ Phương Bác sĩ khoa phụ sản Xem Nhà họ Phương |
| Diêu Diệc Lễ    | Lưu Khải Dương  | Keith, bác sĩ Lưu Bác sĩ khoa tim mạch |
| Quan Hạo Dương  | Huỳnh Triệu Vân | Bác sĩ phụ khoa |
| Viên Khiết Nghi | Phan Nguyệt Hoa | Chị Hoa Y tá |
| Mạch Hạo Nhi    | Thôi Mẫn Tư     | Thôi cô nương Y tá |
| Lưu Ôn Hinh     | Vương Văn Nhã   | Mandy, Vương cô nương Y tá |
| Lương Văn Úy    |                 | Y tá |

### Các nhân vật khác
| Diễn viên        | Nhân vật          | Ghi chú |
| ---------------- | ----------------- | --- |
| Trần Tự Dao      | Tiền Lợi Viện     | Sabrina Giám đốc công ty bảo hiểm Bạn tốt của Phương Lạc Vấn, Phương Thư Văn Có tình cảm với Cổ Hi Thần Ngưỡng mộ Khương Dục Thành |
| Lý Nhậm Sân      | Mạc Vũ Khiêm      | Chuyên gia máy tính Đối tượng thầm mến của Khương Tử Ưu Bạn tốt kiêm tình địch của Chu Gia Bỉnh                                    |
| Trình Khả Vi     | Âu Lệ Hinh        | Nội trợ |
| Sầm Hạnh Hiền    | Quách Khiết Doanh | |
| Lâm Dĩnh Đồng    | A Bảo             | |
| Tạ Chỉ Luân      |                   | |
| Lưu Thiên Long   |                   | |
| Lý Bảo Quân      | Vương Khiết       | Học sinh |
| Lý Bảo San       | Vương Nhu         | Học sinh |
| Huỳnh Bích Liên  |                   | Nhân viên phòng hóa nghiệm |
| Lư Vĩ Văn        |                   | |
| Ngũ Phú Kiều     |                   | Ca sĩ busker |
| Hà Gia Minh      |                   | Ca sĩ busker |
| Vương Tuấn Thanh |                   | Ca sĩ busker |
| Phan Quán Lâm    |                   | |
| Huỳnh Vận Na     |                   | |
| Hà Tấn Lạc       |                   | |
| Mã Trăn Hi       |                   | |
| Ngô Tử Xung      |                   | |
| Trương Thi Hân   |                   | |
| Huỳnh Tử Đồng    |                   | |

## Ký sự
- Ngày 13/02/2019: Tổ chức họp báo để bái thần và cử hành bấm máy cho phim vào 12:00 tại biệt thự Phú Trạch, đường Thuận Đạt, Lam Địa, Truân Môn.
- Ngày 01/04/2019: Đóng máy.
- Ngày 05/06/2020: Cử hành hoạt động tuyên truyền "Lời thú nhận tình yêu" cho phim tại TVB City Tướng Quân Áo.
- Ngày 18/06/2020: Cử hành hoạt động tuyên truyền "Không đánh không quen biết" cho phim tại TVB City Tướng Quân Áo.
- Ngày 24/06/2020: Cử hành hoạt động tuyên truyền "Cho bạn thêm bánh ú tình yêu" cho phim tại TVB City Tướng Quân Áo.
- Ngày 07/07/2020: Cử hành hoạt động tuyên truyền "Duyên đến là bạn" cho phim tại TVB City Tướng Quân Áo.

## Tỉ suất xem đài
Tỷ suất xem đài tính bằng số lượt xem trong vòng 7 ngày của Đài Phỉ Thuý TVB và ứng dụng myTV SUPER trên tất cả các nền tảng:
| Tuần    | Số tập  | Ngày               | Rating trung bình | Rating cao nhất | Ghi chú                                  |
| 1       | 1-5     | 08/06 - 12/06/2020 | 25.9 điểm         | 27.8 điểm       | Rating tập 1 trên mọi nền tảng 27.8 điểm |
| 2       | 6-10    | 15/06 - 19/06/2020 | 27.5 điểm         | 29.6 điểm       | Rating tập 6 trên mọi nền tảng 29.6 điểm |
| 3       | 11-15   | 22/06 - 26/06/2020 | ...điểm           | ...điểm         |                                          |
| 4       | 16-20   | 29/06 - 03/07/2020 | ...điểm           | ...điểm         |                                          |
| 5       | 21-25   | 06/07 - 10/07/2020 | ...điểm           | ...điểm         |                                          |
| Cả phim | Cả phim | Cả phim            | ...điểm           | ...điểm         |                                          |

## Thứ tự chương trình TV
| Hồng Kông Đài Phỉ Thúy TVB/ Ma Cao TVB Anywhere: Từ thứ Hai đến thứ Sáu 20:30-21:30 | Hồng Kông Đài Phỉ Thúy TVB/ Ma Cao TVB Anywhere: Từ thứ Hai đến thứ Sáu 20:30-21:30 | Hồng Kông Đài Phỉ Thúy TVB/ Ma Cao TVB Anywhere: Từ thứ Hai đến thứ Sáu 20:30-21:30 |
| ----------------------------------------------------------------------------------- | ----------------------------------------------------------------------------------- | ----------------------------------------------------------------------------------- |
| Chương trình trước                                                                  | Những người tôi từng yêu (08/06/2020 - 10/07/2020)                                  | Chương trình kế tiếp                                                                |
| Hàng ma đích 2.0 (04/05/2020 - 05/06/2020)                                          | Những người tôi từng yêu (08/06/2020 - 10/07/2020)                                  | Mê võng (13/07/2020 - 14/08/2020)                                                   |

| Hoa Kỳ TVB1: Khung phim Hoàng Kim từ thứ Hai đến thứ Sáu 17:00-18:00 Giờ địa phương | Hoa Kỳ TVB1: Khung phim Hoàng Kim từ thứ Hai đến thứ Sáu 17:00-18:00 Giờ địa phương | Hoa Kỳ TVB1: Khung phim Hoàng Kim từ thứ Hai đến thứ Sáu 17:00-18:00 Giờ địa phương |
| ----------------------------------------------------------------------------------- | ----------------------------------------------------------------------------------- | ----------------------------------------------------------------------------------- |
| Chương trình trước                                                                  | Những người tôi từng yêu (08/06/2020 - 10/07/2020)                                  | Chương trình kế tiếp                                                                |
| Hàng ma đích 2.0 (04/05/2020 - 05/06/2020)                                          | Những người tôi từng yêu (08/06/2020 - 10/07/2020)                                  | Mê võng (13/07/2020 - 14/08/2020)                                                   |

| Đài Phỉ Thúy Vô Tuyến: Giờ Hong Kong từ thứ Hai đến thứ Sáu 20:30-21:30 | Đài Phỉ Thúy Vô Tuyến: Giờ Hong Kong từ thứ Hai đến thứ Sáu 20:30-21:30 | Đài Phỉ Thúy Vô Tuyến: Giờ Hong Kong từ thứ Hai đến thứ Sáu 20:30-21:30 |
| ----------------------------------------------------------------------- | ----------------------------------------------------------------------- | ----------------------------------------------------------------------- |
| Chương trình trước                                                      | Những người tôi từng yêu (08/06/2020 - 10/07/2020)                      | Chương trình kế tiếp                                                    |
| Hàng ma đích 2.0 (04/05/2020 - 05/06/2020)                              | Những người tôi từng yêu (08/06/2020 - 10/07/2020)                      | Mê võng (13/07/2020 - 14/08/2020)                                       |

| Malaysia Astro AOD, Astro AOD HD: Từ thứ Hai đến thứ Sáu 20:00-21:00 | Malaysia Astro AOD, Astro AOD HD: Từ thứ Hai đến thứ Sáu 20:00-21:00 | Malaysia Astro AOD, Astro AOD HD: Từ thứ Hai đến thứ Sáu 20:00-21:00 |
| -------------------------------------------------------------------- | -------------------------------------------------------------------- | -------------------------------------------------------------------- |
| Chương trình trước                                                   | Những người tôi từng yêu (08/06/2020 - 10/07/2020)                   | Chương trình kế tiếp                                                 |
| Hàng ma đích 2.0 (04/05/2020 - 05/06/2020)                           | Những người tôi từng yêu (08/06/2020 - 10/07/2020)                   | Mê võng (13/07/2020 - 14/08/2020)                                    |

| Singapore HUB Drama First: Từ thứ Hai đến thứ Sáu 20:30-21:15 | Singapore HUB Drama First: Từ thứ Hai đến thứ Sáu 20:30-21:15 | Singapore HUB Drama First: Từ thứ Hai đến thứ Sáu 20:30-21:15 |
| ------------------------------------------------------------- | ------------------------------------------------------------- | ------------------------------------------------------------- |
| Chương trình trước                                            | Những người tôi từng yêu (08/06/2020 - 10/07/2020)            | Chương trình kế tiếp                                          |
| Hàng ma đích 2.0 (04/05/2020 - 05/06/2020)                    | Những người tôi từng yêu (08/06/2020 - 10/07/2020)            | Mê võng (13/07/2020 - 14/08/2020)                             |

| Châu Âu TVBJ: Từ thứ Ba đến thứ Bảy 20:30-21:30 | Châu Âu TVBJ: Từ thứ Ba đến thứ Bảy 20:30-21:30    | Châu Âu TVBJ: Từ thứ Ba đến thứ Bảy 20:30-21:30 |
| ----------------------------------------------- | -------------------------------------------------- | ----------------------------------------------- |
| Chương trình trước                              | Những người tôi từng yêu (08/06/2020 - 10/07/2020) | Chương trình kế tiếp                            |
| Hàng ma đích 2.0 (04/05/2020 - 05/06/2020)      | Những người tôi từng yêu (08/06/2020 - 10/07/2020) | Mê võng (13/07/2020 - 14/08/2020)               |